# Вулиця Гоголя (Полтава)
Ву́лиця Го́голя — одна із вулиць Полтави, знаходиться у Шевченківському районі міста. Пролягає від вулиці Пилипа Орлика до вулиці Шевченка. Перетинається з вулицями Соборності, Небесної Сотні, Юліана Матвійчука і Державного Прапора.

## Історичні пам'ятники і забудова
Вулиця прокладена на початку XIX століття при будівництві нового центру Полтави за генеральним проектом 1803—1805 років. Первісна назва — вулиця Іванівська. Сучасну назву отримала у 1907 році на честь Миколи Васильовича Гоголя при підготовці до 100-річчя від дня його народження. Вулиця забудована в основному двоповерховими будинками кінця XIX — початку XX століття.
На розі вулиці Гоголя з вулицею Небесної Сотні знаходиться пам'ятник Миколі Гоголю. Пам'ятник планувалось встановити ще до Жовтневої революції: збір коштів на нього здійснювався ще на початку XX століття, у 1915 році Академія мистецтв розглянула і затвердила проект пам'ятника. Скульптуру М. В. Гоголя створив і подарував Полтаві український скульптор-передвижник Леонід Позен. У зв'язку з першою світовою війною встановлення пам'ятника було відкладене. Потім, у перші роки Радянської влади місцеве керівництво заборонило ставити пам'ятник «буржуазному» письменнику і скульптура лежала на одному із складів. Пам'ятник встановлено тільки у березні 1934 року.
В декількох десятках метрів від пам'ятника Гоголю знаходиться кінотеатр «Колос» (вул. Гоголя, 22) — красивий будинок побудований в 1901 році за проектом академіка архітектури Олексія Трамбицького. Будівля витримана у стилі неоренесансу. До революції тут знаходився театральний зал Полтавського просвітницького будинку імені Миколи Гоголя. Зал, який вміщував 1100 глядачів, і сцена нагадували в мініатюрі сцену знаменитого театру Ла Скала. Як театральний зал будинок використовувався включно до початку Великої Вітчизняної війни — з 1936 року тут працював Полтавський державний український театр музичної драми. У 1941—1943 роках будинок було зруйновано, у повоєнні роки відновлено у первісних архітектурних формах з пристосуванням під кінотеатр «Колос».
З 1950-х років драматичний театр розташовується в іншій будівлі, розташованій на вулиці Гоголя — у 1958 році для Обласного академічного музично-драматичного театру імені М. В. Гоголя був побудований новий будинок на розі вулиць Гоголя і Соборності (вул. Соборності, 23). Театр споруджено за проектом архітекторів А. Крилова і О. Малишенко. В архітектурному рішенні фасаду використані елементи класицизму, фронтон будинку прикрашений виразними барельєфами.
Поряд зі старим театральним будинком знаходиться інший, який також входив у комплекс просвітницького будинку імені Гоголя (вул. Гоголя, 24). Він також побудований в 1901 році, в архітектурі будинку присутні риси модерну. В будинку знаходилася громадська бібліотека з книжковим складом і частина експонатів земського краєзнавчого музею. Будинок також відомий тим, що в 1902 році в ньому знаходилася явка агентів марксистської газети «Іскра». З 1959 року в будинку знаходиться полтавський державний архів.
Навпроти кінотеатру «Колос» (вул. Гоголя, 23) розташований ще один будинок, побудований на початку XX століття з виразною архітектурою. Цей будинок також відомий тим, що у вересні 1941 року в ньому розміщувався штаб 10-го танкового полку майора Архипова — останні захисники Полтави, який покинув місто тільки 18 вересня після важких вуличних боїв.
Відрізок вулиці Гоголя від вулиці Пушкіна до вулиці Соборності є ботанічною пам'яткою місцевого значення. 

## Меморіальні та анотаційні дошки
| Зображення | Кому присвячено                     | Адреса          | Інформація |
|            | Борисенку Олександру Олександровичу | вул. Гоголя, 10 | |
|            | Бразову Леоніду Петровичу           | вул. Гоголя, 19 | Дошку встановлено 9 листопада 1998 року, коли в Україні вперше відзначався День української писемності та мови. Автори — архітектор Михайло Калінін і художник Тетяна Кусайло. Дошка виготовлена з рожевого граніту (1,1x0,6 м).                                                                                 |
|            | Ларисі Леонідовні Безобразовій      | вул. Гоголя, 19 | |
|            | Шаховцову Віталію Івановичу         | вул. Гоголя, 19 | Дошку встановлено у травні 2004 року. Автори — художники Євген Путря, Юрій і Віталій В'ялі, Віктор Цимбаліст, архітектор Анатолій Чорнощоков. Дошка виготовлена з рожевого граніту (108х54 см) із барельєфом митця.                                                                                              |
|            | Гайдарову Володимиру Георгійовичу   | вул. Гоголя, 22 | У 2003 році на фасаді кінотеатру «Колос» по вулиці Гоголя, 22 встановлена меморіальна дошка Володимиру Гайдарову (1893-1976) — видатному радянському актору театру і кіно, лауреату Сталінської премії за фільм «Сталінградская битва». Гранітна дошка встановлена на честь 110-річчя від дня народження актора. |

## Галерея

Просвітницький будинок ім. Миколи Гоголя (поч. XX ст.)
Вулиця Гоголя (поч. XX ст.)
Вулиця Гоголя, 25 (поч. XX ст.). В цьому будинку в 1930-х роках знаходився Полтавський аероклуб
Обласний Полтавський академічний український драмтеатр імені Гоголя
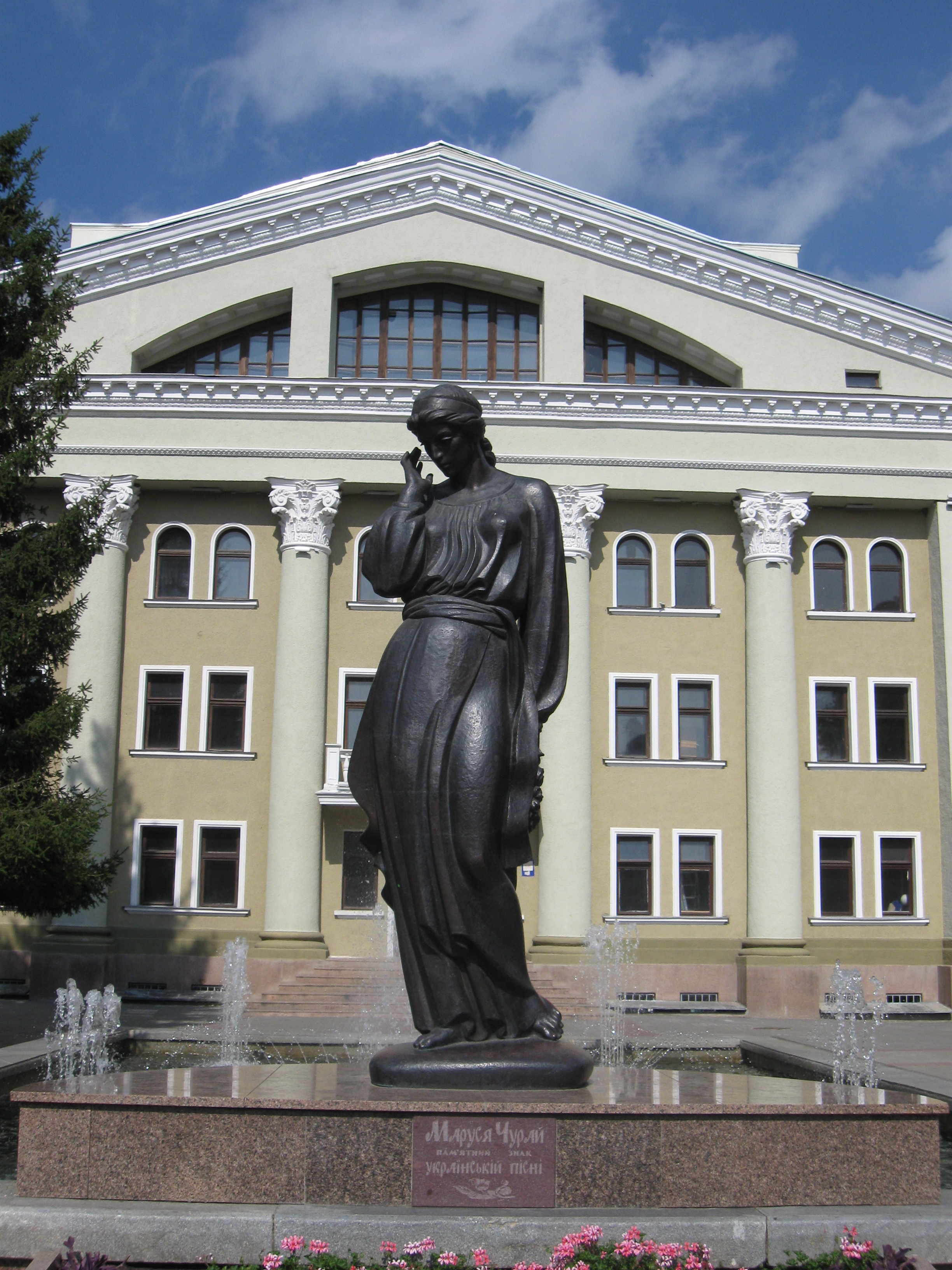
Пам'ятник Марусі Чурай
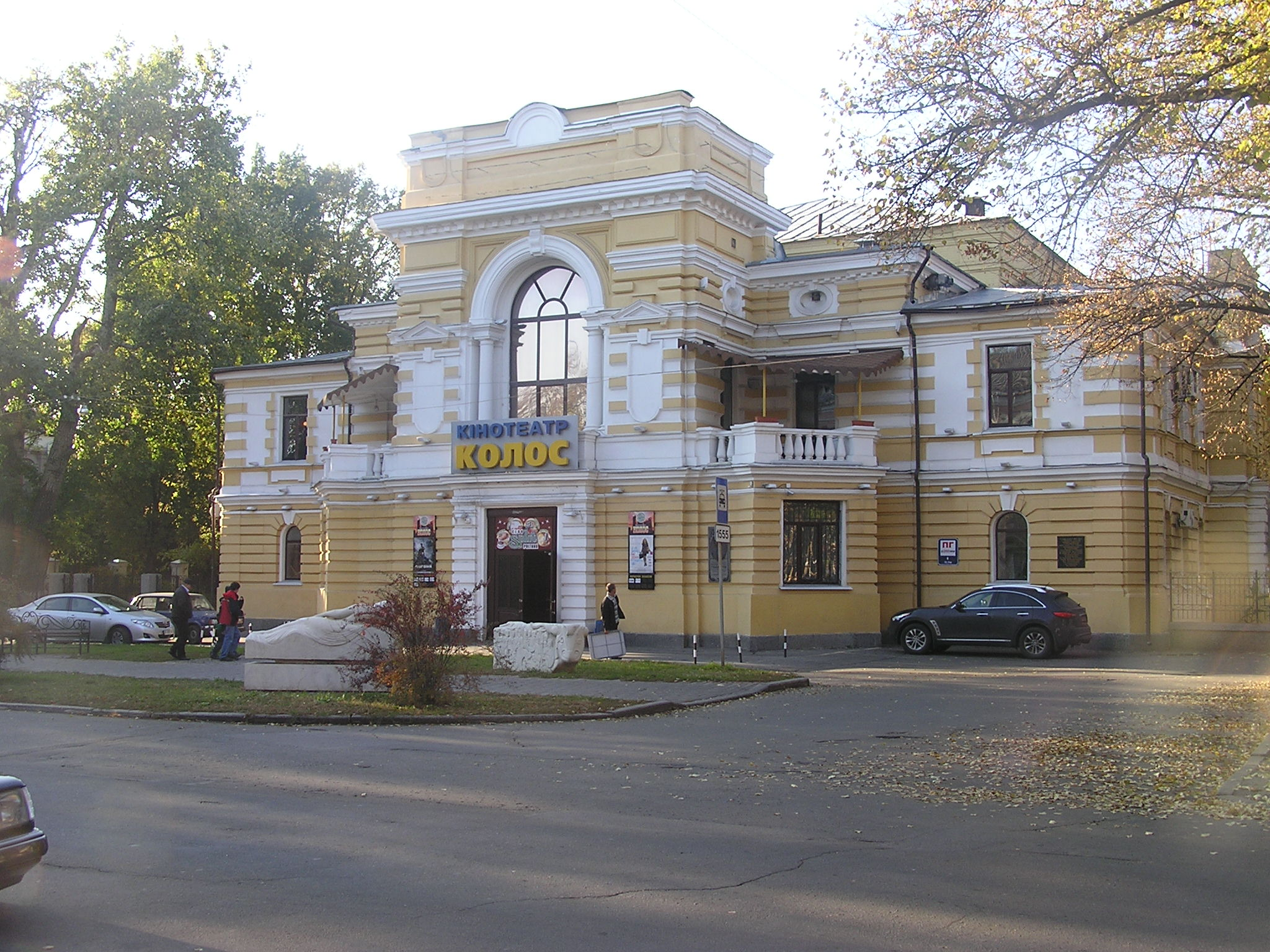
Кінотеатр «Колос» (колишній Полтавський просвітницький будинок ім. Гоголя)
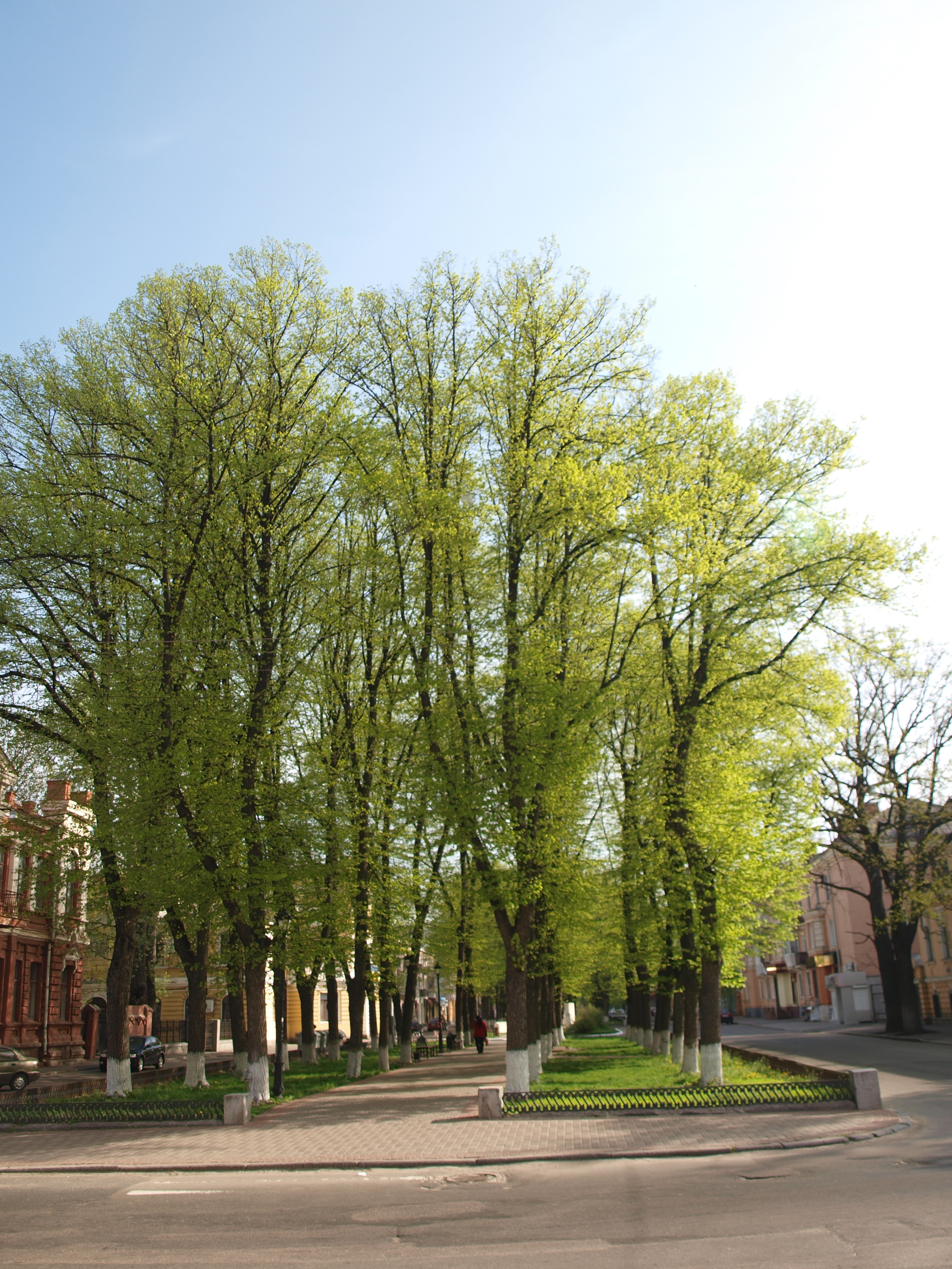
Бульвар Гоголя — ботанічна пам'ятка природи
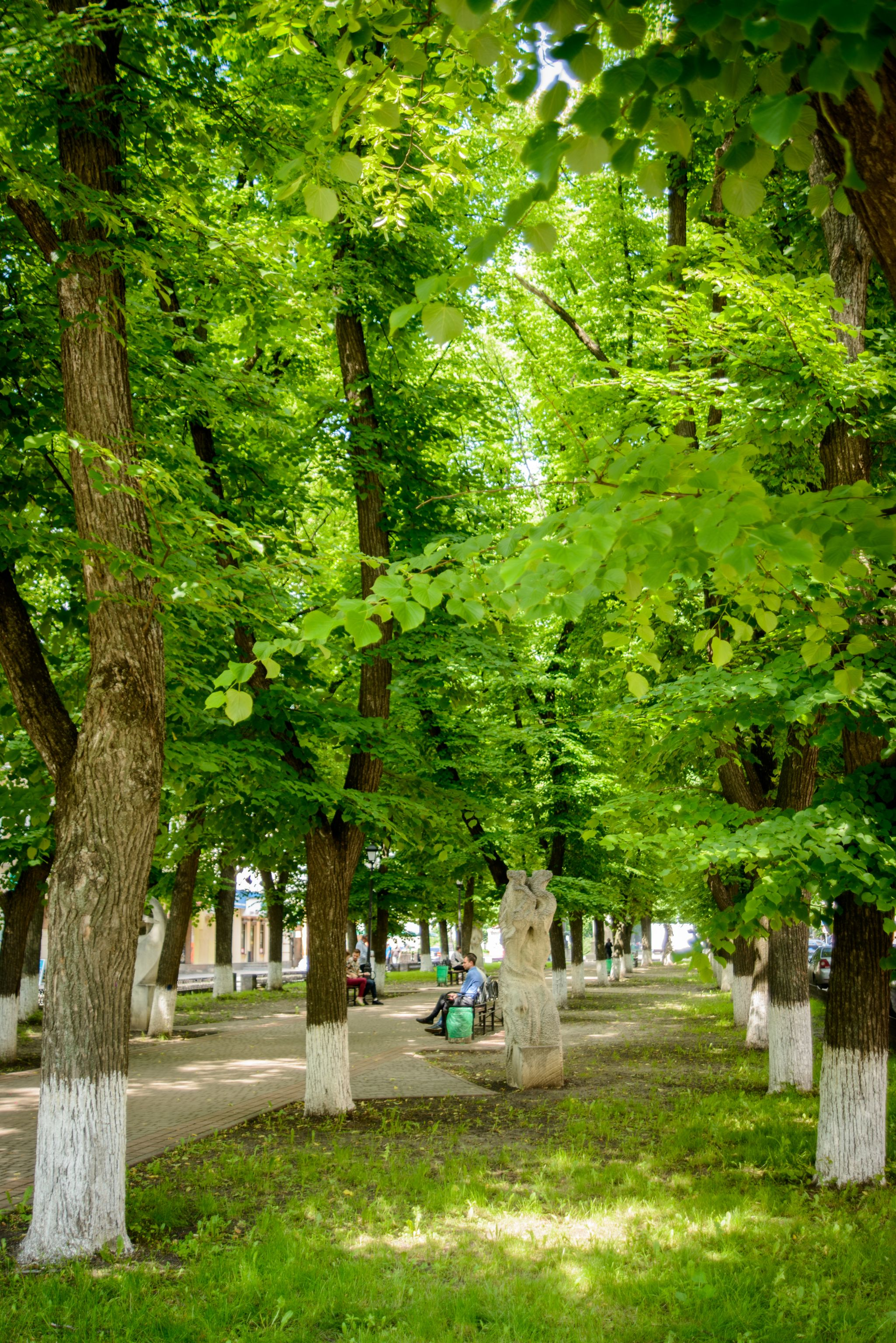
Липи